# 우리 동네 이발소에 무슨 일이
《우리 동네 이발소에 무슨 일이》(영어: Barbershop)는 미국에서 제작된 팀 스토리 감독의 2002년 코미디 드라마 영화이다. 아이스 큐브 등이 출연하였고, 로버트 타이틀 등이 제작에 참여하였다.
이후 속편 《우리 동네 이발소에 무슨 일이 2》(2004, Barbershop 2: Back in Business), 《우리 동네 이발소에 무슨 일이 3》(2016)이 나왔으며, 파생작으로 《뷰티 샵》(2005)이 있다.

## 출연진
- 아이스 큐브
- 앤서니 앤더슨
- 세드릭 디 엔터테이너
- 키스 데이비드
- 마이클 일리
- 숀 패트릭 토머스
- 이브
- 트로이 개리티
- 레너드 얼 하우즈
- 러마드 테이트
- 소니아 에디
- 제이슨 윈스턴 조지
- 디레이 데이비스
- 파베시 치나
- 로렌조 클레먼스
- 디온 콜
- 저니나 거반카

## 기타 제작진
- 라인 제작: 토머스 J. 부시
- 배역: 메리 버뉴, 펄리샤 퍼사노